# Charles Barkley
Charles Wade Barkley (Leeds, Alabama, 20 de febrero de 1963) es un exjugador de baloncesto estadounidense que jugó durante dieciséis temporadas en la NBA desde 1984 a 2000. Con sus 1,98 metros de altura, está considerado uno de los mejores ala-pívots bajos en la historia de la liga. Le apodaban «El Gordo» por su sobrepeso, pero a pesar de su escasa estatura para su posición para luchar con los pívots llegó a ser máximo reboteador en la temporada 1986-87 jugando en los Philadelphia 76ers con una media de 14,6 rebotes por partido.
En sus 16 temporadas fue seleccionado en el mejor quinteto de la NBA en cinco ocasiones, otras cinco veces en el segundo mejor quinteto y una vez en el tercero. En 1993 fue elegido MVP de la temporada y tres años después entre los 50 mejores jugadores de la historia de la NBA. Disputó los Juegos Olímpicos de Barcelona 1992 (en donde formó parte del Dream Team) y Atlanta 1996 con la selección de baloncesto de Estados Unidos, consiguiendo en ambas ediciones la medalla de oro. A partir de 2006 entró a formar parte del Basketball Hall of Fame.
Desde que se retiró del baloncesto en el año 2000 hasta 2025 tuvo exitosa carrera como analista televisivo de la NBA en el programa Inside the NBA de la cadena "NBA on TNT" (perteneciente a la compañía Turner Broadcasting System) y que se emite desde la ciudad de Atlanta (Georgia).

## Trayectoria deportiva

### Instituto
Barkley asistió al Instituto Leeds, donde debido a su altura comenzó jugando desde el banquillo. Sin embargo, durante el verano creció bastantes centímetros, lo que le hizo un hueco en el equipo titular en su último año, promediando 19,1 puntos y 17,9 rebotes por partido. Lideró a su equipo a un balance de 26-3 y hasta las semifinales estatales. A pesar de su juego, ninguna universidad se interesó por él hasta las semifinales estatales, partido en el que anotó 26 puntos ante Bobby Lee Hurt, fichaje de la Universidad de Alabama. Un asistente del entrenador Sonny Smith de la Universidad de Auburn presenció el encuentro y le definió como "un tipo gordo... que juega como el viento". Barkley asistió finalmente a Auburn y se licenció en empresariales.

### Universidad
Barkley jugó con los Tigers durante tres temporadas. Aunque tuvo en muchas ocasiones problemas de peso (llegando a pesar 136 kilos), su carrera fue sobresaliente y lideró la liga en rebotes cada año. Se convirtió en un jugador muy popular, excitando a la afición con tapones y mates a pesar de su altura y desmesurado peso. Debido a su físico y habilidades fue conocido con el apodo de "The Round Mound of Rebound". 
En su carrera en Auburn, Barkley jugó como pívot a pesar de ser considerablemente más bajo que todos sus pívots rivales. Recibió numerosos premios, incluidos el mejor jugador de la Southeastern Conference en 1984, dos veces en el mejor quinteto de la SEC y una selección en el tercer equipo del All-American en 1984. Además, Barkley fue nombrado mejor jugador de la década de los 80 de la SEC por el periódico Birmingham 
En sus tres años universitarios, Barkley promedió 14,1 puntos con un 65,2% en tiros de campo, 9,6 rebotes, 1,6 asistencias y 1,7 tapones por partido. En 1984, apareció por única vez en el torneo de la NCAA y finalizó con 23 puntos, 80% en tiro, 17 rebotes, 4 asistencias, 2 robos de balón y 2 tapones. El 30 de marzo de 2001, su dorsal 34 fue oficialmente retirado por Auburn.

### NBA

#### Philadelphia 76ers
Tras su año júnior en Auburn, Barkley decidió dejar la universidad y declararse elegible para el Draft de la NBA de 1984. Fue seleccionado en la quinta posición por Philadelphia 76ers, dos puestos detrás de Michael Jordan. Se unió a un equipo veterano que incluía a Julius Erving, Moses Malone y Maurice Cheeks; jugadores que ganaron el campeonato con los 76ers en 1983. Bajo la tutela de Malone, Barkley fue capaz de controlar sus problemas de peso y aprendió a preparar y condicionarse correctamente para un partido. Promedió 14 puntos y 8,6 rebotes por noche en su primera temporada en la NBA, siendo elegido en el mejor quinteto de rookies. En playoffs, los 76ers avanzaron hasta las Finales de Conferencia, pero fueron frenados por Boston Celtics en cinco partidos. En su primera postemporada en la NBA, Barkley aportó 14,9 puntos y 11,1 rebotes por encuentro. 

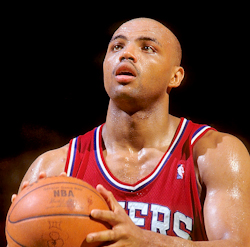
Barkley jugando para los Sixers.

Durante su segundo año, Barkley se convirtió en el máximo reboteador del equipo con 12,8 por partido y en el segundo máximo anotador con 20 por noche. Como ala-pívot titular del equipo, fue nombrado en el segundo mejor quinteto de la temporada y promedió en las eliminatorias 25,0 puntos con un 57,8% en tiros de campo y 15,8 rebotes por partido. A pesar de su enorme trabajo, Milwaukee Bucks eliminó a los 76ers en las Semifinales de Conferencia por un ajustado 4-3. En la temporada 1986-87, Malone fue traspasado a Washington Bullets y Barkley asumió el control como líder del equipo. Consiguió su primer título como máximo reboteador de la liga con 14,6 por partido y lideró también la liga en rebotes ofensivos promediando 5,7 por partido. Durante la temporada regular aportó 23 puntos con un 59,4% en tiros, disputando su primer All-Star Game y formando parte del segundo mejor quinteto de la liga por segundo año consecutivo. En play-offs, sus promedios fueron de 24,6 puntos y 12,6 rebotes por encuentro, cayendo de nuevo ante los Bucks esta vez en primera ronda.
La siguiente temporada Erving anunció su retirada del baloncesto y Barkley se convirtió en el jugador franquicia. Jugando 80 partidos y promediando 28,3 puntos con un 58,7% en tiros de campo y 11,9 rebotes por noche, Barkley apareció en su segundo All-Star Game consecutivo y por primera vez fue elegido en el mejor quinteto de la temporada. Su singular estado de celebridad como jugador franquicia de los 76ers dio como resultado su primera aparición en la portada de la prestigiosa revista deportiva Sports Illustrated. Por primera vez desde la temporada 1974-75, los 76ers no se clasificaron para las eliminatorias. En la siguiente temporada, Barkley continuó en sus números; 25,8 puntos, 57,9% en tiros y 12,5 rebotes por partido, jugando su tercer All-Star Game consecutivo y siendo nombrado nuevamente en el mejor quinteto de la liga. Sin embargo, a pesar de que Barkley contribuyó con 27 puntos, 64,4% en tiros, 11,7 rebotes y 5,3 asistencias, los 76ers fueron eliminados en primera ronda por New York Knicks.
Durante la temporada 1989-90, a pesar de recibir más votos para el primer lugar, Barkley finalizó segundo en la votación del MVP de la temporada detrás de Magic Johnson, base de Los Angeles Lakers. A pesar de ello, fue nombrado jugador del año por The Sporting News y Basketball Weekly. Promedió 25,2 puntos, 11,5 rebotes y un 60% en tiros de campo, siendo elegido en el mejor quinteto de la temporada por tercer año consecutivo y apareciendo una vez más en el All-Star. Lideró a los 76ers a 53 victorias en la temporada regular, perdiendo con Chicago Bulls en las Semifinales de Conferencia. En una nueva postemporada sin éxito, Barkley promedió 24,7 puntos y 15,5 rebotes por partido. Su excepcional juego continuó en su séptima temporada como profesional, teniendo como números 27,6 puntos, 57% en tiros y 10,1 rebotes por encuentro y siendo nombrado MVP del All-Star tras liderar al Este a la victoria por 116-114 con 17 puntos y 22 rebotes, mejor marca reboteadora en un All-Star desde los 22 de Wilt Chamberlain en 1967. En play-offs, cayó de nuevo ante los Bulls en Semifinales de Conferencia, con Barkley contribuyendo con 24,9 puntos y 10,5 rebotes por noche.
La temporada 1991-92 fue la última de Barkley en los 76ers y en ella cambió su dorsal 34 por el 32 en honor a Magic Johnson, jugador que anunció su retirada profesional al haber contraído el virus del sida. A pesar de que el número 32 estaba retirado en la franquicia en honor a Billy Cunningham, fue vuelto a estar en funcionamiento exclusivamente para Barkley. En su última campaña en los Sixers, promedió 23,1 puntos, 55,2% en tiros y 11,1 rebotes por partido. Finalizó su carrera en los 76ers como el cuarto máximo anotador en la historia de la franquicia con 14.184 puntos, tercero en promedio de puntos con 23,3 por partido, tercero en rebotes con 7.079, octavo en asistencias con 2.279 y segundo en porcentaje de tiros de campo con 57,6%. Lideró a los 76ers en rebotes y porcentaje de tiros de campo en siete temporadas consecutivas y en anotación en seis. Sin embargo, tras varios años fracasando en play-offs y con los 76ers con un récord de 35-47 en la 1991-92, Barkley pidió el traspaso. El 17 de julio de 1992 fue enviado a Phoenix Suns por Jeff Hornacek, Tim Perry y Andrew Lang.  
Durante sus ocho temporadas en Filadelfia, se convirtió en uno de los jugadores más populares de la NBA, teniendo su propia figura publicada por la compañía de juguetes Kenner y también su propia línea de zapatos por Nike. Sin embargo, su juego abierto y agresivo también causó problemas y polémicas, como la pelea con el pívot Bill Laimbeer de Detroit Pistons en 1990, un espectáculo que trajo múltiples multas por parte de la NBA, y un escupitajo a un fan. Este último incidente se debió a que una parte del público constantemente insultó racialmente a Barkley durante un partido contra New Jersey Nets en marzo de 1991, por lo que el jugador se giró y escupió equivocadamente a una joven chica. Rod Thorn, el por entonces Presidente de Operaciones de la NBA, suspendió a Barkley sin sueldo y con 10.000 dólares.

#### Phoenix Suns
El traspaso de Barkley a los Suns benefició tanto al jugador como a su nuevo equipo. Promedió 25,6 puntos, 52% en tiros de campo, 12,2 rebotes y 5,1 asistencias por partido, liderando a los Suns al mejor récord de la NBA, 62-20. Barkley fue nombrado MVP de la temporada en su primer año en Phoenix, además de disputar su séptimo All-Star Game consecutivo. Se convirtió en el tercer jugador en la historia en ser MVP en la primera temporada en su nuevo equipo tras ser traspasado, además de guiar a los Suns a sus primeras Finales de la NBA desde 1976, perdiendo ante Chicago Bulls en seis partidos. En playoffs, Barkley firmó 26,6 puntos y 13,6 rebotes por partido.
En la temporada 1993-94, Barkley jugó con muchos problemas de lesiones, promediando 21,6 puntos y 11,2 rebotes en 65 partidos. Fue seleccionado para disputar el All-Star Game, aunque no lo pudo jugar por lesión, y nombrado en el segundo mejor quinteto de la liga. Con Barkley luchando contra las contusiones, los Suns consiguieron un balance de 56-26 y llegaron hasta las Semifinales de Conferencia. A pesar de comenzar la serie ante Houston Rockets ganando por 2-0, cayeron eliminados en siete partidos en manos de los posteriores campeones de la NBA. A pesar de las lesiones, en el tercer partido de la primera ronda que les enfrentaba a Golden State Warriors, un memorable Barkley anotó 56 puntos con 23 de 31 en tiros de campo, por entonces la tercera mejor marca anotadora en la historia de las eliminatorias. Tras plantearse la retirada en pretemporada, Barkley regresó para disputar su undécima temporada y ganar la batalla a las lesiones. Apareció por novena vez consecutiva en el All-Star Game y promedió 23 puntos y 11,1 rebotes en la temporada regular, liderando a los Suns a un récord de 59-23. En postemporada, a pesar de ir por delante 3-1 en las Semifinales de Conferencia, perdieron de nuevo ante los Rockets en siete partidos. Barkley aportó 25,7 puntos y 13,4 rebotes por encuentro en play-offs, pero fue limitado en el séptimo partido ante los Rockets por una lesión de pierna.
La campaña 1995-96 fue la última de Barkley en los Suns. Lideró al equipo en anotación, rebotes y robos de balón, disputando un año más el All-Star Game y consiguiendo el 22 de noviembre de 1995 su 18.º triple-doble. Se convirtió en el décimo jugador en la historia de la NBA en conseguir 20.000 puntos y 10.000 rebotes, y en las eliminatorias promedió 25,5 puntos y 13,5 rebotes para caer eliminados por San Antonio Spurs en la primera ronda. En verano, Barkley fue traspasado a Houston Rockets por Sam Cassell, Robert Horry, Mark Bryant y Chucky Brown.

#### Houston Rockets
El traspaso de Barkley a los Rockets en 1996 fue su último intento para conseguir un anillo de campeón. Fichó por un veterano equipo que incluía a dos jugadores nombrados entre los 50 mejores de la historia de la NBA como eran Hakeem Olajuwon y Clyde Drexler. Continuó con problemas de lesiones durante la temporada y solamente jugó 53 partidos, perdiéndose además cuatro encuentros por sanción. Fue el segundo máximo anotador del equipo con 19,2 puntos con un 48,4% en tiros de campo, siendo la primera vez desde su año rookie que bajaba de los 20 puntos por partido. Con Olajuwon absorbiendo la mayor parte del juego ofensivo de los Rockets, Barkley se centró más en rebotear, capturando 13,5 por partido, segunda mejor marca de su carrera. Los Rockets finalizaron la temporada regular con un balance de 57-25 y llegaron hasta Finales de Conferencia, donde fueron eliminados en seis partidos por Utah Jazz. Barkley promedió 17,9 puntos y 12 rebotes por noche en otra postemporada sin éxito.
La temporada 1997-98 fue otra campaña plagada de lesiones para Barkley. Promedió 15,2 puntos y 11,7 rebotes por encuentro, finalizando el equipo la temporada con un mediocre 41-41 y cayendo en primera ronda ante los Jazz. Limitado por las lesiones, Barkley tan solo disputó cuatro partidos en play-offs, promediando 9 puntos y 5,3 rebotes en 21,8 minutos de juego. Durante la acortada temporada del lockout, Barkley solo pudo disputar 42 partidos, firmando 16,1 puntos y 12,3 rebotes por noche. Se convirtió además en el segundo jugador en la historia, tras Wilt Chamberlain, en conseguir 23.000 puntos, 12.000 rebotes y 4.000 asistencias. Tras un récord de los Rockets de 31-19, su participación en las eliminatorias llegó a su fin a las primeras de cambio en manos de Los Angeles Lakers. En los últimos play-offs de su carrera, Barkley promedió 23,4 puntos y 13,8 rebotes. Finalizó su carrera en postemporada con los siguientes números: 22,1 puntos, 54,1% en tiros de campo, 11,7 rebotes y 3,9 asistencias por partido.
En su último año en la NBA, su temporada y carrera en la liga culminó prematuramente tras romperse el tendón de su cuádriceps izquierdo el 8 de diciembre de 1999 en Filadelfia, donde comenzó su carrera en la NBA. Antes de la lesión, los promedios de Barkley eran de 14,5 puntos, 47,7% en tiros y 10,5 rebotes por partido. Negándose a que la de lesión sea la última imagen en su carrera, Barkley regresó en el último partido de la temporada regular tras cuatro meses fuera de las canchas. El 19 de abril de 2000 ante Vancouver Grizzlies en casa, Barkley anotó su última canasta tras un rebote ofensivo, disputando seis minutos y consiguiendo dos puntos, un rebote y una asistencia. Tras la canasta, Barkley inmediatamente se retiró y puso fin a su magnífica carrera de 16 años en la NBA.

### Selección nacional
Barkley disputó los Juegos Olímpicos en 1992 y 1996, ganando la medalla de oro en ambos años como miembro de la selección estadounidense. En 1992 formó parte de la primera selección formada por jugadores de la NBA, compartiendo equipo con leyendas como Michael Jordan, Magic Johnson, Larry Bird, Scottie Pippen o Karl Malone. Ese combinado fue conocido como Dream Team, ganando los seis partidos de la clasificación para las olimpiadas y los ocho del campeonato olímpico. El equipo promedió 117,3 puntos por partido y ganó los encuentros por una ventaja de 43,8 puntos. Barkley lideró al equipo en anotación con 18 puntos por partido, además de un 71,1% en tiros de campo, y consiguiendo la por entonces mejor marca anotadora en un partido con 30 puntos ante Brasil en la victoria por 127-83. También batió el récord de porcentaje de triples con un 87,5%, capturó 4,1 rebotes y robó 2,6 balones por encuentro.
En los Juegos Olímpicos de Atlanta de 1996, Barkley lideró al equipo en anotación, rebotes y porcentaje de tiros de campo. Promedió 12,4 puntos, 81,6% en tiros y 6,6 rebotes, ayudando a la selección norteamericana a un perfecto balance de 8-0 y ganando la medalla de oro.

## Estadísticas de su carrera en la NBA
|  | Líder de la liga |

### Temporada regular
| Año      | Equipo       | PJ    | PT    | MPP  | %TC  | %3P  | %TL  | RPP  | APP | ROB | TPP | PPP  |
| -------- | ------------ | ----- | ----- | ---- | ---- | ---- | ---- | ---- | --- | --- | --- | ---- |
| 1984–85  | Philadelphia | 82    | 60    | 28.6 | .545 | .167 | .733 | 8.6  | 1.9 | 1.2 | 1.0 | 14.0 |
| 1985–86  | Philadelphia | 80    | 80    | 36.9 | .572 | .227 | .685 | 12.8 | 3.9 | 2.2 | 1.6 | 20.0 |
| 1986–87  | Philadelphia | 68    | 62    | 40.3 | .594 | .202 | .761 | 14.6 | 4.9 | 1.8 | 1.5 | 23.0 |
| 1987–88  | Philadelphia | 80    | 80    | 39.6 | .587 | .280 | .751 | 11.9 | 3.2 | 1.3 | 1.3 | 28.3 |
| 1988–89  | Philadelphia | 79    | 79    | 39.1 | .579 | .216 | .753 | 12.5 | 4.1 | 1.6 | .9  | 25.8 |
| 1989–90  | Philadelphia | 79    | 79    | 39.1 | .600 | .217 | .749 | 11.5 | 3.9 | 1.9 | .6  | 25.2 |
| 1990–91  | Philadelphia | 67    | 67    | 37.3 | .570 | .284 | .722 | 10.1 | 4.2 | 1.6 | .5  | 27.6 |
| 1991–92  | Philadelphia | 75    | 75    | 38.4 | .552 | .234 | .695 | 11.1 | 4.1 | 1.8 | .6  | 23.1 |
| 1992–93  | Phoenix      | 76    | 76    | 37.6 | .520 | .305 | .765 | 12.2 | 5.1 | 1.6 | 1.0 | 25.6 |
| 1993–94  | Phoenix      | 65    | 65    | 35.4 | .495 | .270 | .704 | 11.2 | 4.6 | 1.6 | .6  | 21.6 |
| 1994–95  | Phoenix      | 68    | 68    | 35.0 | .486 | .338 | .748 | 11.1 | 4.1 | 1.6 | .7  | 23.0 |
| 1995–96  | Phoenix      | 71    | 71    | 37.1 | .500 | .280 | .777 | 11.6 | 3.7 | 1.6 | .8  | 23.2 |
| 1996–97  | Houston      | 53    | 53    | 37.9 | .484 | .283 | .694 | 13.5 | 4.7 | 1.3 | .5  | 19.2 |
| 1997–98  | Houston      | 68    | 41    | 33.0 | .485 | .214 | .746 | 11.7 | 3.2 | 1.0 | .4  | 15.2 |
| 1998–99  | Houston      | 42    | 40    | 36.3 | .478 | .160 | .719 | 12.3 | 4.6 | 1.0 | .3  | 16.1 |
| 1999–00  | Houston      | 20    | 18    | 31.0 | .477 | .231 | .645 | 10.5 | 3.2 | .7  | .2  | 14.5 |
| Total    | Total        | 1,073 | 1,012 | 36.7 | .541 | .266 | .735 | 11.7 | 3.9 | 1.5 | .8  | 22.1 |
| All-Star | All-Star     | 11    | 7     | 23.2 | .495 | .250 | .625 | 6.7  | 1.8 | 1.3 | .4  | 12.6 |

### Playoffs
| Año   | Equipo       | PJ  | PT  | MPP  | %TC  | %3P  | %TL  | RPP  | APP | ROB | TPP | PPP  |
| ----- | ------------ | --- | --- | ---- | ---- | ---- | ---- | ---- | --- | --- | --- | ---- |
| 1985  | Philadelphia | 13  | 2   | 31.4 | .540 | .667 | .733 | 11.1 | 2.0 | 1.8 | 1.2 | 14.9 |
| 1986  | Philadelphia | 12  | 12  | 41.4 | .578 | .067 | .695 | 15.8 | 5.6 | 2.3 | 1.3 | 25.0 |
| 1987  | Philadelphia | 5   | 5   | 42.0 | .573 | .125 | .800 | 12.6 | 2.4 | .8  | 1.6 | 24.6 |
| 1989  | Philadelphia | 3   | 3   | 45.0 | .644 | .200 | .710 | 11.7 | 5.3 | 1.7 | .7  | 27.0 |
| 1990  | Philadelphia | 10  | 10  | 41.9 | .543 | .333 | .602 | 15.5 | 4.3 | .8  | .7  | 24.7 |
| 1991  | Philadelphia | 8   | 8   | 40.8 | .592 | .100 | .653 | 10.5 | 6.0 | 1.9 | .4  | 24.9 |
| 1993  | Phoenix      | 24  | 24  | 42.8 | .477 | .222 | .771 | 13.6 | 4.3 | 1.6 | 1.0 | 26.6 |
| 1994  | Phoenix      | 10  | 10  | 42.5 | .509 | .350 | .764 | 13.0 | 4.8 | 2.5 | .9  | 27.6 |
| 1995  | Phoenix      | 10  | 10  | 39.0 | .500 | .257 | .733 | 13.4 | 3.2 | 1.3 | 1.1 | 25.7 |
| 1996  | Phoenix      | 4   | 4   | 41.0 | .443 | .250 | .787 | 13.5 | 3.8 | 1.0 | 1.0 | 25.5 |
| 1997  | Houston      | 16  | 16  | 37.8 | .434 | .289 | .769 | 12.0 | 3.4 | 1.2 | .4  | 17.9 |
| 1998  | Houston      | 4   | 0   | 21.8 | .522 | .000 | .571 | 5.3  | 1.0 | 1.3 | .0  | 9.0  |
| 1999  | Houston      | 4   | 4   | 39.3 | .529 | .286 | .667 | 13.8 | 3.8 | 1.5 | .5  | 23.5 |
| Total | Total        | 123 | 108 | 39.4 | .513 | .255 | .717 | 12.9 | 3.9 | 1.6 | .9  | 23.0 |

## Vida personal

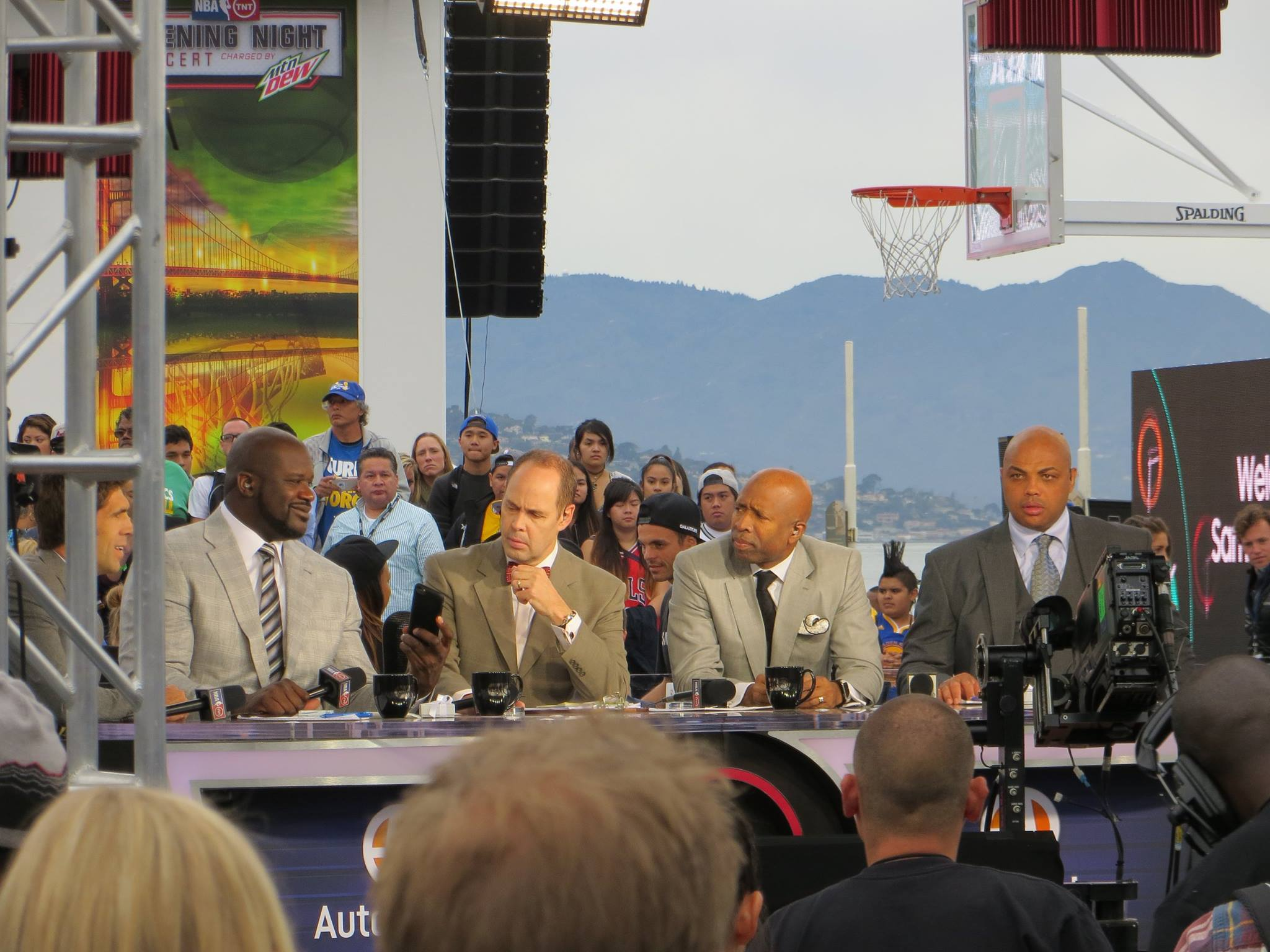
Barkley en Inside the NBA en 2015.

Se casó con su esposa Maureen en 1989, año en el que nació su hija llamada Christiana.
Conocido por su actitud agresiva dentro la cancha, también ha tenido controversias fuera de las pistas, como cuando fue arrestado por romperle la nariz a un hombre durante una pelea, después de un encuentro ante Milwaukee Bucks en diciembre de 1991. También, en octubre de 1997, lanzó a un hombre a través de una ventana tras un incidente en un bar en Orlando. Durante el juicio por este altercado, el juez le preguntó si tenía algún remordimiento tras lo ocurrido y declaró:

"Yeah, I regret we were on the first floor"
"Sí, lamento que estuviéramos en el primer piso."

Ha sacado a la venta tres autobiografías; "Outrageous" con Roy Johnson, Jr. en 1991 y "The Life of Reilly" con Rick Reilly en el 2000. En 2002, lanza I May Be Wrong, But I Doubt It,  junto con el escritor Michael Wilbon.
Hizo una aparición en la película Space Jam (1996) junto con Michael Jordan, Larry Johnson, Muggsy Bogues, Patrick Ewing y Shawn Bradley; También realizó un cameo en la película He Got Game (1998).
Desde el año 2000, Barkley ha sido analista deportivo para la Turner Network Television (TNT). Generalmente cubre los prepartidos, así como los análisis al final de la jornada, y otros eventos especiales de la NBA. Es parte del equipo del programa Inside the NBA, junto con Ernie Johnson Jr., Kenny Smith y Shaquille O'Neal donde recapitulan y comentan los partidos de la NBA del día y también los asuntos generales de la NBA. Desde entonces ha ganado cuatro Sports Emmy Awards por "Outstanding Studio Analyst" en la TNT. Tras comunicar que la cadena TNT había perdido los derechos de la emisión de la NBA, anunció que en 2025 dejaría su puesto de comentarista y que se retiraba de la televisión.